# Жадівка (Саратовська область)
Жадівка (рос. Жадовка) — село у Дергачівському районі Саратовської області Російської Федерації.
Населення становить 303 особи. Орган місцевого самоврядування — Камишевське муніципальне утворення.

## Історія
Населений пункт розташований у межах українського історичного та культурного регіону Жовтий Клин.
Від 23 липня 1928 року в складі Пугачовського округу Нижньо-Волзького краю. Орган місцевого самоврядування від 2004 року — Камишевське муніципальне утворення.

## Населення
| 2010 | 2012 | 2013 | 2014 | 2015 |
| ---- | ---- | ---- | ---- | ---- |
| 393  | ↘367 | ↘346 | ↘330 | ↘303 |